# Polder van Lith
De Polder van Lith, ook wel Den dijkstoel van den hogen Lithsen Maasdijk, is een polder en voormalig waterschap in de Nederlandse provincie Noord-Brabant. Het waterschap is voor 1691 opgericht in de toenmalige gemeente Lith. Het waterschap besloeg een gebied ten zuiden van de plaats Lith van 838 bunder, 68 roeden en 38 ellen. Het waterschap beheerde naast de polder 3341 ellen van de Maasdijk. 
De Polder van Lith waterde af via een houten sluis op de Hertogswetering. Via de Hertogswetering werd het water naar de Maas geleid. Het waterschap leverde twee heemraden voor het waterschap Hoog Hemaal. In 1942 werd het waterschap opgeheven. Het gebied wordt tegenwoordig beheerd door het waterschap Aa en Maas.